# 諏訪町
諏訪町（すわちょう）は、山梨県東山梨郡にあった町。現在の山梨市北東部、笛吹川右岸、琴川下流域にあたる。本項では町制前の名称である諏訪村（すわむら）についても述べる。

## 地理
- 山：小楢山、大久保山、小烏山
- 河川：笛吹川、琴川

## 歴史

### 町名の由来
地域内の諏訪神社にちなむ。

### 沿革
- 1875年（明治8年）1月 - 山梨郡隼村・窪平村・城古寺村・千野々宮村・杣口村・室伏村・成沢村が合併して諏訪村となる。
- 1878年（明治11年）7月22日 - 郡区町村編制法の施行により、諏訪村が東山梨郡の所属となる。
- 1889年（明治22年）7月1日 - 町村制の施行により、諏訪村が単独で自治体を形成。
- 1942年（昭和17年）6月8日 - 諏訪村が町制施行して諏訪町となる。
- 1954年（昭和29年）5月17日 - 西保村・中牧村と合併して牧丘町が発足。同日諏訪町廃止。

## 交通

### 道路
- 国道140号